# 剣の国のアーニス
『剣の国のアーニス』 （つるぎのくにのアーニス、ARNIS IN SWORD LAND）は、山本貴嗣による日本の漫画作品。『コミックノイズィ』（大日本絵画）にて1989年1月号から1990年まで連載された。単行本は全1巻。掲載誌が左開きのため、単行本も左開きになっている。

## 概要
「月の目」族の暗兵アーニス・イスカリスの旅と闘いを描いたシリアスなダーク・ファンタジー。臓物漫画。連載の最終回で「未完」とされ、その後、1997年から断続的に同人誌上で新作が第7話まで発表された。2016年に最終第8話の制作費をクラウドファンディングで募り、全8話が収録された単行本『剣の国のアーニス２』として発表された。2017年よりKindle版が発売された。

## 設定
「月の目」族
半不死性を誇るエルフの一族。数百年前に、半不死性に興味を抱いた黒の谷の一族がその力は「生き肝」にあると見抜き、彼らの行き肝を使った不死の秘術を編み出した。生き胆を奪われた月の目族は犠牲となって死亡するため、個体数が激減。現在ではアーニスを含め、わずかな数しか残っていない。
モルジロ
ケンタウロスの一族。かつては広大な領地を誇っていたが、人間の開拓により徐々に領地が縮小。現在の領地は聖なる白い大地のみとなっている。そのため人間を嫌っている。

## 主な登場人物
アーニス・イスカリス
「月の目」族。愛剣ダールを使う魔剣使い。イノサンティ一の暗兵で、行く先々で恨みを買っている。
族長
モルジロの民の族長。駆け出し時代のアーニスの命を救ったこともあり、アーニスの理解者。
ザハル（ガハル）とアハル
族長の息子。二人とも異なる理由でアーニスの命を狙う。
ラパス
モルジロの民に欠陥品の弩を売りつけている悪徳武器商人。
シャイファーラ
黒の谷の領主。不死の秘術で数百年間生き続けている人間。アーニスの生き肝を狙っている。
ヴェン・ラージン
黒の谷の領主に仕える医師。不死の秘術を使える唯一の人物。

## 同人誌
- 山本貴嗣の本 1 RETURN OF ARNIS アーニスの帰還 （1997年12月）
- 山本貴嗣の本 2 WOLMI THE REVENGER 復讐者ウルミ （1998年8月）
- 山本貴嗣の本 3 ROTTEN SWORD 腐剣 （1998年12月）
- 山本貴嗣の本 4 ZOMBIE WARRIORS 屍兵 （1999年8月）
- 山本貴嗣の本 5 DYING ARNIS 瀕死のアーニス （2000年12月）
- アーニス総集編 （2002年8月）
- 山本貴嗣の本 6 MAGIC RECORDER 魔笛 （2003年8月）
- 山本貴嗣の本 7 MYRMEDAS THE AMAZONS 女族ミュルメダス （2004年12月）